# Маррава (остров)
Маррава (Муравах, Маравих, араб. مروح‎), также Эль-Губба — остров, расположенный на территории эмирата Абу-Даби. Остров является частью одноимённого биосферного резервата.

## Физико-географическая характеристика
Остров расположен в 100 км к западу от центра эмирата в северной части залива Эль-Базм (Хор-эль-Базм) в 15 км от побережья. Вокруг острова Маррава расположено ещё несколько островов: Фийя (Эль-Базм-Эш-Шарки) — на западе, Эль-Джунайна (Джанана) — на юго-востоке, Абу-эль-Абьяд — на востоке. Остров вытянут в направлении восток-запад. Его длина составляет приблизительно 13 км, ширина — 5,5 км.
Геологически остров представляет собой реликтовую известняковую платформу эпохи плейстоцена. Встречаются солевые поля.

## История
Впервые остров упоминается в 1829 году в ходе исследований ост-индской компании.
В 1992 году были проведены масштабные археологические исследования. Обнаружено 13 археологических объектов, разных возрастов и традиций, начиная с эпохи неолита. Среди объектов деревня Губба, в которой обнаружены остатки 14 строений поздне-исламского периода, включая деревянную мечеть, кладбище с могильными плитами, колодцы.
В 2017 году на острове найдена жемчужина возрастом 8000 лет, датируемая 5800—5600 гг. до н. э.